# Курбатов, Михаил Михайлович
Михаи́л Миха́йлович Курба́тов  ( 3 (16) ноября 1905 года, пос. Шихраны Цивильского уезда, ныне г. Канаш, Чувашия  — 16 октября 1990 года, Санкт-Петербург) — советский контрабасист и педагог. Профессор Ленинградской консерватории (1970—1990). Заслуженный артист РСФСР (1957).

## Биография
Внебрачный сын крестьянки И. Ф. Старшиновой, Михаил Михайлович Курбатов родился 16 ноября 1905 года в пос. Шихраны Цивильского уезда (ныне г. Канаш, Чувашия). В 1910 году был усыновлён местным купцом М. Н. Курбатовым. По другим данным: отец Михаила — Михаил Николаевич, выходец из купеческого рода Курбатовых, занимавшийся хлебной торговлей и проживающий в Шихранах, в 1910 году женился на матери своих детей, крестьянке из села Иваново Цивильского уезда Ирине Фёдоровне Старшиновой.
В 1914—1918 Михаил Михайлович — учащийся начальной школы г. Казани, среднее образование получил в Цивильской школе второй ступени (1918—1921), потом — в пятой казанской гимназии, по другим данным: в средней общеобразовательной школе № 4 г. Казани (1921—1923).
Проживая в Казани, работал инструктором отдела допризывной подготовки военкомата Татарской Республики (1921—1922), телефонистом Управления начальника артиллерии 1-й Стрелковой дивизии (1922).
В 1922—1924 годах учился по классу контрабаса в Казанском Восточном музыкальном техникуме (ныне — Казанский музыкальный колледж (училище) имени И. В. Аухадеева). Как музыкант-контрабасист в сезоне 1923/1924 служил в Казанском театре (ныне — Татарский академический государственный театр оперы и балета имени Мусы Джалиля).
В 1924 году поступил и в 1930 году окончил Ленинградскую консерваторию (ныне Санкт-Петербургская консерватория имени Н. А. Римского-Корсакова). Учился по классу контрабаса (педагог С. Н. Буяновский). Во время обучения участвовал как оркестрант в постановках Оперной студии консерватории и в симфонических концертах. Подрабатывал в оркестрах Красного театра (ныне — театр-фестиваль Балтийский Дом) (1924—1925), кинотеатрах треста Совкино — «Форум» и др. (1925—1930).
За год до выпуска участвовал в конкурсе на работу в оркестр Малого ленинградского государственного оперного театра (МАЛЕГОТ; ныне Санкт-Петербургский ордена Ле́нина государственный академический театр оперы и балета им. М. П. Му́соргского — Миха́йловский театр). Занимал место второго концертмейстера контрабасовой группы оркестра (1930—1935). Потом работал в Ленинградской государственной филармонии.
В марте 1935 года Михаил Михайлович вместе с супругой как бывшие люди высланы из Ленинграда на 5 лет в Куйбышев. В мае 1935 года за Курбатовых просил композитор Ю. А. Шапорин — он обращался за помощью к Е. П. Пешковой, но тщетно. В Куйбышеве Михаил Михайлович работал артистом симфонического оркестра Краевого театра оперы (1935), Областного оперного театра (ныне — Самарский академический театр оперы и балета)(1935—1940) и педагогом в музыкальном училище (1936–1940).
В 1940 году Курбатовы вернулись в Ленинград, Михаил Михайлович продолжил работу в филармонии: солист-концертмейстер группы контрабасов (1940), заместитель концертмейстеров группы контрабасов (1944), контрабасист (I пульт, 1946), 1-й концертмейстер группы контрабасов (1955–1984).
За время работы в Ленинградской филармонии Курбатов М. М. побывал в гастрольных поездках в 22 странах мира. Выступал с советскими камерными коллективами: квартетами имени А. К. Глазунова, Л. Бетховена, Комитаса и др.
В 1941—1944 проживал в эвакуации в Новосибирске.
С 1931 года Михаил Курбатов занимался педагогической деятельностью: в 1931—1935 — педагог рабочей Вечерней консерватории Ленинграда, в 1945—1982 годах преподавал по классу контрабаса в Ленинградской консерватории (временный педагог класса контрабаса (1945), старший преподаватель (1947), доцент (1952), и. о. профессора (1968), профессор (1970) кафедры струнных инструментов оркестрового отделения исполнительского факультета).
Его учениками были около 150 контрабасистов, среди них солист Р. Азархин, музыканты Академического симфонического оркестра Санкт-Петербургской филармонии: Г. Лукьяник, Р. Вайспапир, Р. Карапетянц, Е. Левинзон,  дипломант Международного конкурса контрабасистов в Женеве (1973 год) Б. Козлов, М. Денисов, концертмейстер контрабасовой группы оркестра Малого оперного театра П. Другов и др.

## Награды и звания
- Заслуженный артист РСФСР (1957)
- Орден «Знак Почёта» (1983)
- Медаль «За доблестный труд в Великой Отечественной войне 1941—1945 гг.» (1945)
- Медаль «В память 250-летия Ленинграда» (1957)[1].

## Семья
- Жена — Вера Всеволодовна (урождённая Сахарова), родилась в 1900-х, из дворян, окончила оркестровое отделение исполнительского факультета Ленинградской консерватории (обучалась по классу скрипки у М. Б. Полякина)[1], работала в оркестре Мариинского театра (затем Театра оперы и балета имени Кирова)[7].